# Juan José Ferraro
Juan José Ferraro (Buenos Aires, 5 de septiembre de 1923-ib, 18 de noviembre de 1973) fue un futbolista y director técnico argentino surgido en el Club Atlético Vélez Sarsfield. Se destacó como delantero en las décadas del 40 y del 50, donde se coronó campeón en el Campeonato de Segunda División 1943 y subcampeón del Campeonato de Primera División 1953. Es el segundo mayor goleador de la historia del “Fortín” con 157 tantos (111 en primera división y 46 en segunda división).

## Trayectoria

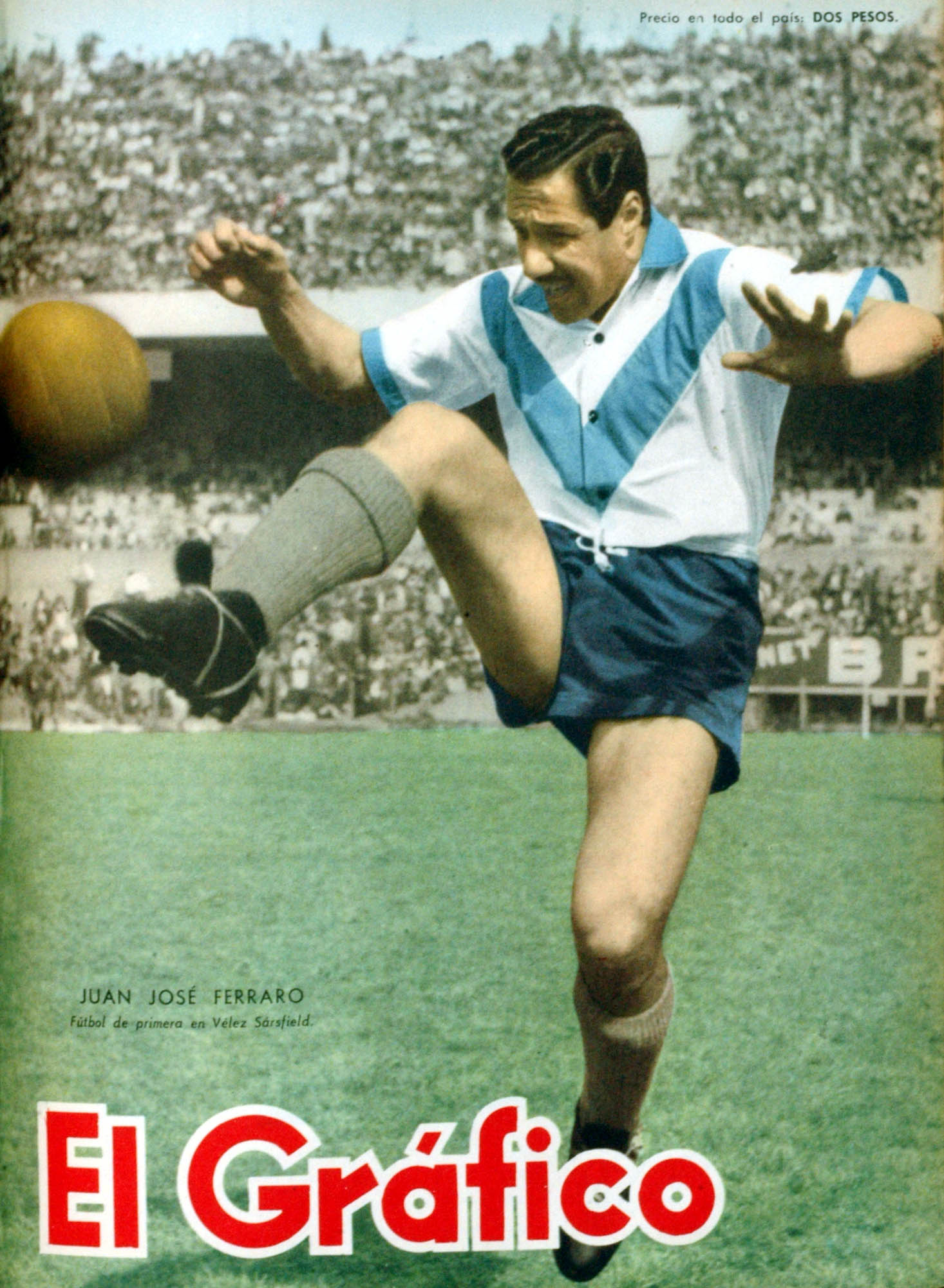
Juan José Ferraro (Vélez) en 1957.

Juan José Ferraro, es uno de los grandes ídolos de la historia centenaria del Club Atlético Vélez Sarsfield, desempeñándose como centro delantero. Surgido en las divisiones inferiores del club, “El Duque”, debuta a los 18 años de edad en 1941 para jugar en el primer año en segunda división, luego del descenso del año anterior.  Posteriormente, luego de afianzarse en el primer equipo y ser uno de los principales goleadores, obtiene el ansiado retorno a en primera  división en el Campeonato de Segunda División 1943. Luego continuó conformando destacadas campañas en la máxima categoría durante varios años. 
Tiene la distinción de marcar el primer gol en la cancha en los terrenos donde luego se construiría el actual Estadio José Amalfitani, en el partido amistoso de inauguración que Vélez empató con River Plate 2-2. 
En 1949  es transferido al club Boca Juniors. El club de la ribera pagó $500.000, un récord para el fútbol argentino en el momento y con el cual se destinó en gran parte a la continuar construyendo el actual estadio. Jugó en el club de La Boca hasta 1953 donde luego retornó a Vélez Sarsfield y obtuvo el subcampeonato del  Campeonato de Primera División 1953. 
En  1958 emigró al fútbol colombiano con el Club Independiente Santa Fe, en donde solo jugó ese año y se coronó campeón para posteriormente retirarse de la práctica profesional.

En la Selección Argentina disputó 8 encuentros y convirtió 4 goles entre en los años 1940 y 1950, ganando el Campeonato Sudamericano  1945 con su país, con la particularidad de jugar en el seleccionado nacional en 1964 luego de 11 años, 1 mes y 25 días; su anterior convocatoria data en 1945.
Fue director técnico durante  1959 en dicha Institución colombiana y retornó en 1964 a Vélez Sarsfield para dirigir técnicamente en la primera división.

## Clubes
| Vélez Sarsfield Argentina                                               |                     |                     |     |     |   |     |     |      |      |
| 2.ª                                                                     | 1941-1943           | 65                  | 46  | -   | - | 65  | 46  | 0,70 |      |
| 1.ª                                                                     | 1944                | 29                  | 14  | 1   | 0 | 30  | 14  | 0,46 |      |
| 1.ª                                                                     | 1945                | 23                  | 20  | -   | - | 23  | 20  | 0,86 |      |
| 1.ª                                                                     | 1946                | 26                  | 16  | 1   | 1 | 27  | 17  | 0,62 |      |
| 1.ª                                                                     | 1947                | 27                  | 16  | -   | - | 27  | 16  | 0,59 |      |
| 1.ª                                                                     | 1948                | 6                   | 5   | 1   | 0 | 7   | 5   | 0,71 |      |
| 1.ª                                                                     | 1953                | 21                  | 3   | -   | - | 21  | 3   | 0,14 |      |
| 1.ª                                                                     | 1954                | 30                  | 10  | -   | - | 30  | 10  | 0,33 |      |
| 1.ª                                                                     | 1955                | 19                  | 8   | -   | - | 19  | 8   | 0,42 |      |
| 1.ª                                                                     | 1956                | 27                  | 9   | -   | - | 27  | 9   | 0,33 |      |
| 1.ª                                                                     | 1957                | 18                  | 2   | -   | - | 18  | 2   | 0,11 |      |
| Total                                                                   | Total               | 291                 | 149 | 3   | 1 | 294 | 150 | 0,51 |      |
| Boca Juniors Argentina                                                  |                     |                     |     |     |   |     |     |      |      |
| 1.ª                                                                     | 1949                | 18                  | 5   | -   | - | 18  | 5   | 0,27 |      |
| 1.ª                                                                     | 1950                | 32                  | 16  | -   | - | 32  | 16  | 0,50 |      |
| 1.ª                                                                     | 1951                | 7                   | 1   | -   | - | 7   | 1   | 0,14 |      |
| 1.ª                                                                     | 1952                | 28                  | 9   | -   | - | 28  | 9   | 0,32 |      |
| Total                                                                   | Total               | Total               | 85  | 31  | - | -   | 85  | 31   | 0,36 |
| Independiente Santa Fe · Colombia                                       |                     |                     |     |     |   |     |     |      |      |
| 1.ª                                                                     | 1958                | 32                  | 19  | -   | - | 32  | 19  | 0,59 |      |
| 1.ª                                                                     | Total               | 32                  | 19  | -   | - | 32  | 19  | 0,59 |      |
| Total en su carrera                                                     | Total en su carrera | Total en su carrera | 408 | 199 | 3 | 1   | 411 | 200  | 0,48 |
| (1) Las copas nacionales se refiere a la Copa de Competencia Británica. |                     |                     |     |     |   |     |     |      |      |

### Selección nacional
| Selección          | Año   | Amistoso | Amistoso | Copa América | Copa América | Total | Total |
| Selección          | Año   | PJ       | G        | PJ           | G            | PJ    | G     |
| Absoluta Argentina | 1945  | 2        | 2        | 3            | 2            | 5     | 4     |
| Absoluta Argentina | 1956  | 1        | 0        | -            | -            | 1     | 0     |
| Absoluta Argentina | Total | 3        | 2        | 3            | 2            | 6     | 4     |

### Resumen estadístico
| Competición         | Part. | Goles |
| ------------------- | ----- | ----- |
| Primera División    | 343   | 153   |
| Segunda División    | 65    | 46    |
| Copas nacionales    | 3     | 1     |
| Selección Argentina | 6     | 4     |
| Total               | 417   | 204   |

## Palmarés

### Torneos nacionales
| Título                | Club                   | País      |
| --------------------- | ---------------------- | --------- |
| Segunda División 1943 | Vélez Sarsfield        | Argentina |
| Campeonato 1958       | Independiente Santa Fe | Colombia  |

### Selección nacional
| Título                       | País                |
| ---------------------------- | ------------------- |
| Campeonato Sudamericano 1945 | Selección Argentina |